# Ямонт Толунтович
Ямонт Толунтович (або ж Ямунт Тулунтович, в хрещенні Яків) — дрібний литовський князь другої половини XIV століття, родоначальник Ямонтовичів-Підберезьких. Православний, як і його нащадки.

## Життєпис
Походив із балтського князівського роду, який за знатністю поступався хіба що Гедиміновичам. Заснована ж на генеалогічних матеріалах XVIII ст. версія о тім, що він був сином міфічного кн. Гурди Гінвіловича, внука Гедруса, є безпідставною. 
Ямонт уперше згадується під 1390 роком, коли разом з Вітовтом і гроном його прибічників виїхав к Прусії. Тевтонці розділили прибулих литовців, відіславши Толунтовича, його дружину та слуг в Мальборк (und Jamunt lag czu Marienburg mit syme wybe und gesinde). 
Після прилучення до ВКЛ Смоленська (28 вересня 1395) великий князь назначив його намісником міста, — поряд з Василем Борейковичем. Відтак Ямонт зринає в прелімінарній угоді з Тевтонським орденом, підписаній у Городні 23 квітня 1398, та в Салінському договорі (12 жовтня), де той названий посідачем чи пак намісником Клецька (Jamund von Cletzke). При кінці того-таки року він їздив з посольством до Москви, наслідком чого стала зустріч Вітовта з дочкою, — великою княгинею московською Софією.
Ямонт загинув в битві під Ворсклою 12 серпня 1399, лишивши по собі Семена (нар. до 1380, зг. 1401–45) й, либонь, Михайла (пом. до 1442), хоча останнього дослідник Ян Тенговський вважає онуком. Наталія Яковенко наводить ім'я ще одного сина — Івана Ямонтовича-Підберезького, чию доньку Ганку Вітовт видав було заміж за кн. Василя Федоровича Острозького.

## Коментар
1. ↑  Згідно з Никонівським літописом. Альберт Віюк-Коялович хибно назвав його Василем, поплутавши з Борейковичем[1].